# 安部舜一
安部 舜一（あべ しゅんいち、1918年1月15日 - 2003年10月26日）は、日本の経営者。熊本日日新聞社社長、会長を務めた。熊本県出身。

## 経歴
1938年に鹿児島高等商業学校経済学科を卒業し、同年に南洋拓殖に入社。1946年7月に熊本日日新聞社に転じ、1968年に取締役に就任し、1971年に常務、1973年に専務を経て、1977年5月に社長に就任。1985年12月に会長に就任。
1988年11月に勲二等旭日重光章を受章。
2003年10月26日多臓器不全のために死去。85歳没。